# Quercus tarahumara
Quercus tarahumara là một loài thực vật có hoa trong họ Cử. Loài này được Spellenb., J.D.Bacon & Breedlove miêu tả khoa học đầu tiên năm 1995.